# Flora Norvegica

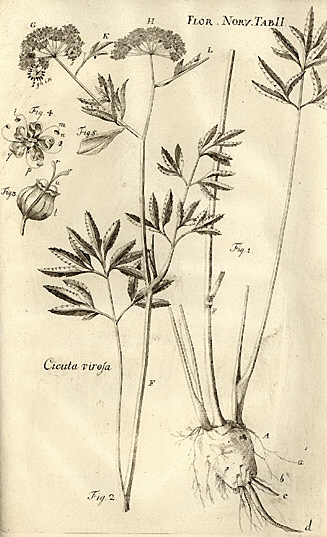
Flora Norvegica, Teil 1, Tafel 2: Cicuta virosa (Wasserschierling)

Die Flora Norvegica ist das erste veröffentlichte Pflanzenverzeichnis Norwegens, das von Johan Ernst Gunnerus (1718–1773) verfasst und in zwei Foliobänden 1766 bzw. 1776 herausgegeben wurde. Die Flora enthält lateinische Beschreibungen von 1118 Pflanzenarten, wobei die Pflanzennamen auch in norwegischer und gelegentlich in samischer Sprache angegeben sind. Von den Zeichnungen auf den beigegebenen zwölf Tafeln sind mehrere von Jacob von der Lippe Parelius (1744–1827) signiert, „aber wir wissen nicht mit Sicherheit, ob Parelius für alle Zeichnungen in der Flora verantwortlich ist.“ Während der erste Band auf Kosten des Autors gedruckt wurde, erschien der zweite Band erst nach dessen Tod und wurde durch Gunnerus’ Neffen und Adoptivsohn Niels Dorph Gunnerus (1751–1789) herausgegeben.

## Leistung
Johan Ernst Gunnerus hatte eine theologische Ausbildung durchlaufen und wurde 1758 Bischof von Nidaros (Trondheim). Er hatte in Kopenhagen, Halle und Jena studiert, wurde aber niemals in Botanik ausgebildet. Sein Antrieb, die Flora Norvegica zu verfassen, war religiöser und patriotischer Natur, wie er in der Einleitung seines Werkes selbst erklärt: „Das Studium der Naturgeschichte trägt in hohem Maße dazu bei, den Beweis für die Existenz der Gottheit zu untermauern und die unendliche Vollkommenheit Gottes zu erhellen, und bietet eine echte Grundlage, auf die sich alle Wissenschaften stützen können. Sie erfüllt daher auch die Anforderungen der norwegischen Bürger, sowohl in öffentlicher als auch in privater Hinsicht. Aus diesem Grund ist es für jeden – nicht zuletzt für Christen und gute Bürger – unerlässlich, sich um die Förderung dieser äußerst nützlichen, ja göttlichen Wissenschaft zu bemühen, soweit dies überhaupt möglich ist. (…) Möge der allgütige, allmächtige Gott die unsterbliche Ehre seines Namens sowie den Nutzen vieler Menschen durch dieses Werk fördern!“
Gunnerus verwendet in seiner Flora die von Carl von Linné (Linnaeus) begründete binäre Nomenklatur, führt aber auch alternative Namen älterer Autoren, sowie die norwegischen bzw. samischen Trivialnamen an. In vielen Fällen erfindet er auch neue norwegische Namen. Für 19 Pflanzen wird er als erster Beschreiber und damit als Namensgeber des Taxons wissenschaftlich anerkannt. Dies gilt auch für weitere fünf außerhalb der Flora Norvegica beschriebene, sowie für 102 durch Exemplare in seinem Herbarium nachgewiesene Arten.
Gunnerus behauptet, nur Arten aufgenommen zu haben, die ihm persönlich vorgelegen hätten. Im zweiten, posthum erschienenen Band, wurde dieses Prinzip nicht durchgehalten. Seine Ausführungen über die wirtschaftliche Bedeutung und medizinische Verwendung der Pflanzen in den verschiedenen Gesellschaftsschichten, vor allem der bäuerlichen, werfen ein Licht auf das tägliche Leben im Norwegen der 1760er Jahre.
Im Vorwort zu seiner Flora betont Gunnerus, ein Mann zu sein, „der weit von fast allen Botanikern und allen öffentlichen Bibliotheken entfernt ist und ganz allein und nur mit eigener Anstrengung in das innerste Heiligtum der Botaniker eindringen will, während ihn gleichzeitig seine zahlreichen dienstlichen Pflichten immer wieder wegrufen.“ Ganz allein war Gunnerus aber nicht: Mit dem Stadtphysicus Robertus Jacobus Henrici hatte er einen guten Lehrer der Naturwissenschaften, und der dänische Botaniker Georg Christian Oeder verweilte ebenfalls einige Zeit in Trondheim. Mit Carl von Linné in Uppsala wechselte der Bischof Briefe.
Die Flora Norvegica wurde von zeitgenössischen Botanikern wie Carl von Linné, Otto Frederik Müller und Hans Strøm gelobt. Sie war für fast hundert Jahre die einzige wissenschaftliche norwegische Flora, und wurde erst durch jene von Axel Gudbrand Blytt abgelöst, die als Norges flora von 1861 bis 1876 erschien.
Nach der Trennung Norwegens von Dänemark wurde die Flora Norvegica ein Objekt des nationalen norwegischen Interesses. Man betrachtete sie als „ersten Versuch, die Norwegische Flora als etwas von der Dänischen Verschiedenes und Eigenständiges darzustellen“. Ein Exemplar des ersten Bandes, das Gunnerus selbst gehört hatte und ihn 1768 auf seiner Exkursion nach Nordland und Finnmark begleitet hatte, gelangte 1820 in den Besitz der Domschule von Kristiania, und trug dort zur Ausbildung der Beamten des neuen norwegischen Staats bei. Die wissenschaftliche Beschreibung der Landesnatur wurde mit als „entscheidend für den frühen Aufbau der Nation“ angesehen.

## Kritik

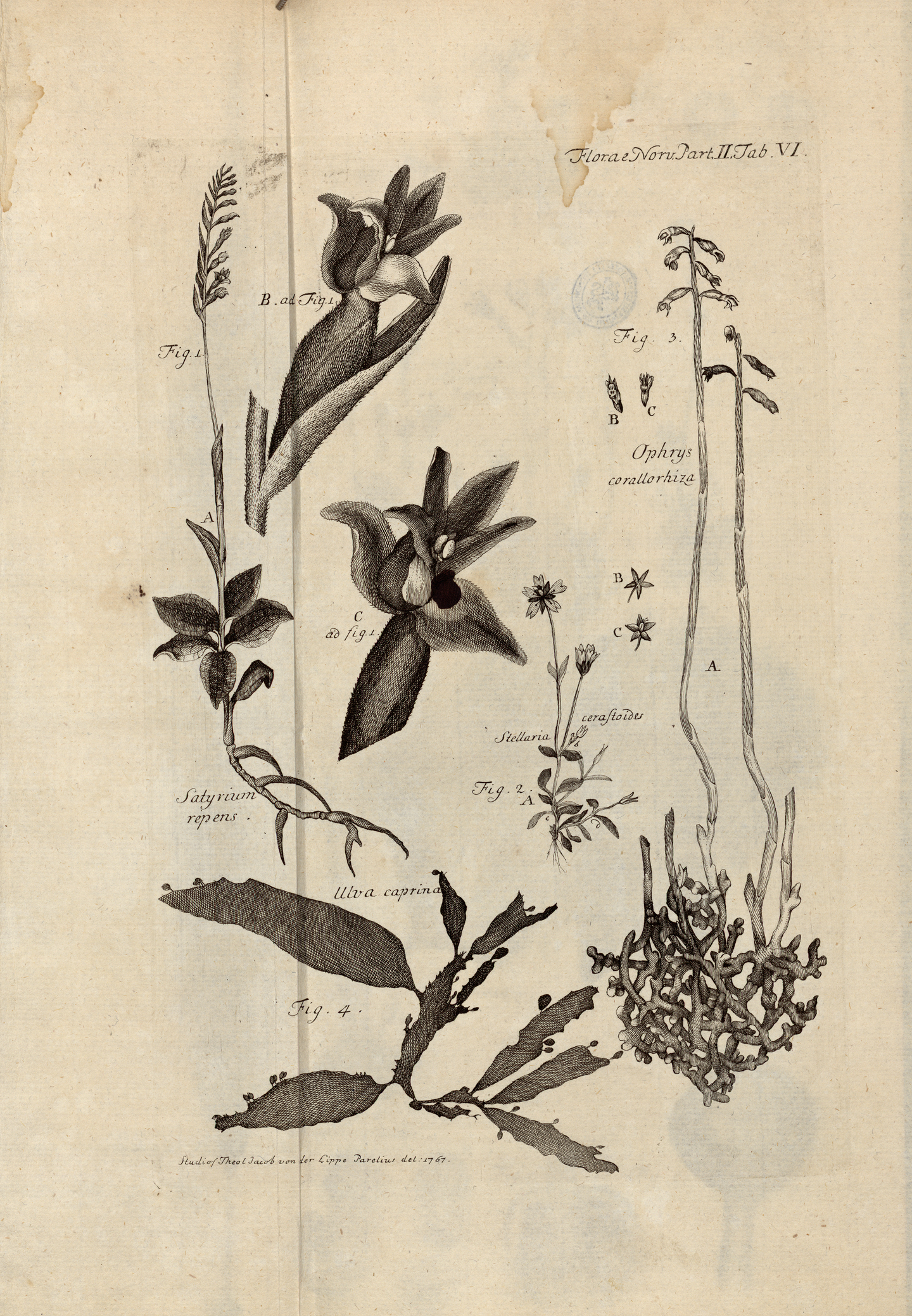
Flora Norvegica, Teil 2, Tafel 5. 1–2: Ophrys insectifera (myodes) (Fliegen-Ragwurz), 3–6: Serapias latifolia (= Cephalanthera damasonium) (Weißes Waldvöglein). Gezeichnet und signiert von Jacob von der Lippe Parelius

Die Flora Norvegica ist nicht systematisch gegliedert, die einzelnen Arten erscheinen in zufälliger Reihenfolge, wahrscheinlich in jener, in denen Gunnerus sie kennengelernt hatte. „Das ist recht umständlich, da er alle Gruppen von Schimmelpilzen bis zu Waldbäumen in freier Mischung abdeckt.“ In seiner Einleitung zur Flora kündigt Gunnerus eine zukünftige Neufassung an, die die Pflanzenarten nach dem System von Linné geordnet darstellen würde. Er betrachtete sein Werk auch als Materialsammlung, die von späteren Botanikern ausgewertet werden würde.
Trotz ihres Titels behandelt die Flora nur die im Bistum Trondheim vorkommenden Arten. Die Diözese war allerdings um 1760 wesentlich größer als heute und umfasste alle Regionen von Møre og Romsdal über Trøndelag und Nordland bis zur Finnmark an der russischen Grenze. Andererseits wurden einige Arten aufgenommen, die nicht in Norwegen wachsen. Während seiner Visitationen in der Diözese sammelte Gunnerus Pflanzen für sein Herbarium, das als Grundlage für die Arbeit an der Flora diente, und heute in der Botanischen Sammlung der Technisch-Naturwissenschaftlichen Universität (NTNU) aufbewahrt wird. Bei seinen Exkursionen wurde er oft von Assistenten begleitet. Ab 1766 war „einer der fleißigsten Mitarbeiter von Gunnerus“ der stud. theol. Jacob von der Lippe Parelius, der für den zweiten Teil der Flora Zeichnungen nach lebendem Material beisteuerte. Gunnerus erhielt auch von den örtlichen Pfarrern Pflanzen zugeschickt.
Die botanischen Ausführungen in der Flora Norvegica sind von uneinheitlicher Qualität und aus moderner Sicht nicht immer relevant. Viele Pflanzen werden falsch identifiziert, was sich durch den Vergleich des Textes der Flora mit den erhaltenen Exemplaren in dem Herbarium feststellen lässt. Gelegentlich wird ein und dieselbe Art mehrfach, unter verschiedenen Namen, beschrieben. Die Ausführungen sind meist knapp, gelegentlich aber auch detailliert, wie z. B. bei den Farnen, deren Sporangien er unter dem Mikroskop untersuchte, oder bei den Algen, „für die er sich besonders interessierte, obwohl er sie nicht gut verstand.“ Ein Interesse an diesen niederen Pflanzen war zu dieser Zeit auch bei Botanikern nicht üblich.

## Ausgabe
- Jo. Ern. Gunneri Flora Norvegica: observationibus praesertim oeconomicis, panosque norvegici locupletata. typis Vindingianis. Prostat Hafniæ apud bibliopolam Pelt & Nidrosiæ apud typographum Vindingium. Digitalisierte Version
  - Pars prior cum iconibus. Nidrosiae, Typis Vindingianis. 1766 ([2] s., [1] bl., [4], 96, [4] s., 3 pl.)
  - Pars posterior, cum ionibus. Hafniae, Impensis Frierici Christiani Pelt. 1772 ([4], VIII, 148, [60] s. IX fold. pl.) (Wirklich veröffentlicht erst 1776. Nur Frontispiz, Vorwort und vermutlich die ersten vier Seiten wurden bereits 1772 gedruckt, aber noch nicht veröffentlicht.)[1]